# یاوورووا
یاوورووا (به لاتین: Jaworowa) یک روستا در لهستان است که در گمینا راشن واقع شده‌است. یاوورووا ۷۵۰ نفر جمعیت دارد.